# Carlos Perciavalle
Carlos Ernesto Perciavalle Bustamante (Montevideo, 16 de mayo de 1941) es un actor, humorista, guionista, director y productor teatral uruguayo. Es apodado como "El rey del café-concert", género teatral del cual fue pionero junto a Antonio Gasalla, y al cual ayudó a popularizar en Argentina y su país natal.

## Primeros años
A los 15 años, en 1956, empezó su carrera debutando en teatro en Montevideo. A finales de los años 1950 se mudó a la Argentina con su familia y estudió en el Conservatorio Nacional de Arte Dramático, donde conoció a Antonio Gasalla.
En 1963 debutó en cine en un pequeño papel en la película La Cigarra no es un bicho de Daniel Tinayre (en los créditos figura como Héctor Perciavalle).
Vivió en Nueva York en 1965 donde presentó con China Zorrilla el musical Canciones para mirar de María Elena Walsh que posteriormente presentaron en Montevideo, en gira por Uruguay y en Buenos Aires en 1971.

## Ámbito artístico
A finales de los años 1960, junto a Antonio Gasalla, Edda Díaz y Nora Blay presentó el espectáculo Help Valentino!, show fundador del género de café-concert. El espectáculo se inició modestamente obteniendo un éxito clamoroso por espacio de años catapultando a la fama a sus integrantes.
El grupo se disolvió y Perciavalle pasó a formar un dúo muy exitoso con Antonio Gasalla durante varios años, en espectáculos como "La mandarina a pedal", "Gasalla y Perciavalle en Broadway" con producción de Alejandro Romay, "Yo no, ¿y Ud?", entre otros. El dúo se separó a mediados de los setenta y cada uno prosiguió carreras independientes. En 1981, recibió el Premio Konex diploma al mérito por su trayectoria como humorista.
Perciavalle se autoproclamó El rey del café concert actuando en teatro de revistas, comedias musicales y otras presentaciones.
Luego de estos dos éxitos que marcaron la presencia en Buenos Aires (Argentina), de espectáculos consagrados en Broadway, Perciavalle presentó una puesta de "Cabaret" de Kander y Ebb. El proyecto atravesó varias complicaciones desde su gestación. En principio iba a ser protagonizado por Nacha Guevara en el papel de Sally, y el propio Perciavalle como Emece, pero diferencias de criterio y problemas personales entre ambos generaron la partida de la actriz y cantante (junto a otros miembros del equipo, como el actor Hugo Soto), que fue reemplazada por Andrea Tenuta. El espectáculo tuvo una repercusión moderada. Perciavalle no volvió a protagonizar ningún otro musical aunque presentó varios espectáculos unipersonales, escasamente respaldados por crítica y público.
En 1974 hizo películas como Clínica con música, Un viaje de locos (ambas junto a Antonio Gasalla) y una breve intervención en La tregua. Su retorno al cine se produjo en el año 2000 de la mano de Buenos Aires plateada y en 2015 El cielo del Centauro.
En 1977 debutó en televisión en el programa El humor de Niní Marshall, junto a la actriz Niní Marshall. En 1979 fue presentador del unipersonal con el que la misma Marshall había debutado en el café concert: Y... se nos fue redepente.
En la década de 1980 tuvo su propio programa televisivo, El show de Carlos Perciavalle, presentado cada lunes en Canal 11 (telefé), con público en vivo. El programa consistía en un monólogo de apertura (con un apócrifo "diálogo telefónico" con algún personaje destacado en las noticias de la semana), una serie de sketches con la presencia de invitados famosos (entre los que se contaron el músico Sandro, Ricardo Darín, Alberto Olmedo, el comediante Enrique Pinti, con quien hizo un sketch interpretando a "Sansón y Dalila", y muchas otras celebridades del medio artístico) y un número musical de cierre. El programa tuvo una alta audiencia en su primera temporada y fue repetido años más tarde (luego de que Perciavalle se dedicara algunos años al teatro musical) en el Canal 13 y en el Canal 2, cada vez con menor repercusión.
En la década de los 80' Carlos Perciavalle produjo exitosas comedias musicales en teatro, El beso de la mujer Araña en el Teatro Regina con Pablo Alarcón y luego La Mujer del Año en el Teatro Maipo con Susana Giménez como protagonista. Ambas obras dirigidas por el  director uruguayo Mario Morgan.
En 1985 estrena junto a China Zorrilla "El Diario privado de Adán y Eva", un musical basado en el libro de Mark Twain con el cual realizaron varias temporadas en Argentina, Uruguay y otros países de América Latina. La obra se repuso en los años 1992, 1997 y luego entre 2007 y 2010.
En 1986 produjo y protagonizó el musical La Cage aux Folles (La jaula de las locas) en el Teatro Metropolitan de Buenos Aires, con enorme éxito. Su coprotagonista era el cómico Tato Bores, especializado por décadas en humor político en diferentes programas de TV. En alguna oportunidad Perciavalle contó que a esta comedia la iba a protagonizar el actor Alberto Olmedo, pero que cuando le propuso actuar en la obra, Olmedo le dijo que no le parecía hacerla ya que era la versión musical, entre otras cosas. La obra se mantuvo dos años y fue presentada también en la ciudad de Mar del Plata. 
A continuación Perciavalle coprodujo el musical Sugar, que protagonizaron en el Teatro Lola Membrives Susana Giménez, Ricardo Darín y Arturo Puig, con dirección de Mario Morgan; otro gran éxito que se mantuvo más de dos años. En todas estas obras la adaptación de las letras de los musicales fue de China Zorrilla. Fue un grupo que generalmente trabajaban juntos en los espectáculos: Perciavalle, Mario Morgan y China Zorrilla.
Carlos realizó también algunos spots televisivos, como la publicidad de la sal fina Dos Anclas, y apareció en numerosos programas como invitado: Los retratos de Andrés, Hola, Susana, Cordialmente, La Argentina de Tato, etc. También interpretó un personaje secundario en la serie El arcángel, protagonizada por Gabriel Corrado.
En 1998 se vuelve a juntar el dúo "Gasalla-Perciavalle" y estrenan show teatral en Punta del Este, continuando temporada en Buenos Aires en los años 2000 y 2001; incluyendo presentaciones en Montevideo.

## Libros
En 2015 lanzó su primer libro Las mujeres de mi vida, un libro anecdótico en el que habla sobre todas las mujeres que fueron destacadas en su vida, entre las que se encuentran Susana Giménez, China Zorrilla, Mirtha Legrand, Ana María Campoy, etc.

## Vida personal
Perciavalle ha declarado públicamente que es homosexual.  Vive en una casa sobre la Laguna del Sauce cerca de Punta del Este, donde ha presentado espectáculos de verano. A fines de 2009, se manifestó sobre el matrimonio igualitario en declaraciones al programa El oro y el moro de Radio 10, al que calificó de disparatado: "Si la intención de los gais es casarse para heredar y esas cosas, que hagan un testamento y listo, pero decir marido y marido, no sé... no estoy acostumbrado a eso, me suena muy disparatado".
Sin embargo, anunció su casamiento con el actor Jimmy Castilhos, el cual se produjo el 19 de febrero de 2024.

## Teatro
- Una libra de Carne con Jorge Denevi, Isabel Schipani, Ernesto Laiño y Mateo Tikas. Dirección: Nelson Flores. Teatro Universitario, Montevideo.
- Canciones para mirar (actor) con China Zorrilla e Ilza Prestinari.
- Nosotros Tres (actor) con Claudia Lapacó y Antonio Gasalla.
- Help Valentino! (actor) con Antonio Gasalla, Edda Díaz y Nora Blay.
- La mandarina a pedal (Actor) con Antonio Gasalla.
- El humor en los tiempos de bronca (actor) con Luis Brandoni, Ana María Cores, Roberto Catarineu Teatro Maipo.
- Help Scherezade (autor, actor).
- Kesakeyo (actor).
- La revista de las trillizas infantil (autor, director).
- La revista de esmeraldas y brillantes (actor) junto a Moria Casán.
- Perciavalle atomizado (autor, actor).
- Los chicos al Maipo con Las Trillizas de Oro (autor, director).
- Uno a querer (actor).
- El beso de la mujer Araña (productor) con Pablo Alarcon. Dirección: Mario Morgan.
- Perciavalle y los demás (actor y autor).
- La mujer del año (Productor) con Susana Giménez.
- Sugar (Productor) con Susana Giménez, Ricardo Darin y Arturo Puig.
- La inhundible Molly Brown (productor) con Susana Giménez.
- Perciavalle no se entrega (autor, Actor).
- Perciavalle a pleno color (Actor).
- Gasalla y Perciavalle en Broadway (Actor, autor y director junto a A. Gasalla).
- Gasalla y Perciavalle, la leyenda continúa (Actor, autor, director junto a A. Gasalla).
- Perciavalle Superstar (Actor).
- Frulix (Autor, letras de musicales, director general).
- Motitas pintadas (Actor).
- Lo que el cine nos dejó (Autor, actor).
- El show de Carlos Perciavalle (Actor y autor).
- La jaula de las locas, el musical (Actor, productor) junto a Tato Bores y gran elenco. Dirección: Mario Morgan.
- Perciavalle en las nubes (Autor, actor).
- Cabaret (Actor). Teatro Metropolitan, Buenos Aires.
- Jardín de otoño (Actor, Director).
- Primera dama se busca (Actor) junto a Nito Artaza y gran elenco.
- Yo Carlos (Actor) unipersonal de humor.
- Yo Carlos II (Actor) unipersonal de humor.
- Al este del Paraíso (Actor y director) Teatro en su casa de Laguna del Sauce y Teatro Stella D'Italia.
- Corrientes esquina glamour (Actor) Dirección: Gerardo Sofovich.
- Revivamos el concert (Actor). Teatro Concert. Buenos Aires - (espectáculo debut de Fátima Florez como vedette).
- Perciavalle recargado (Actor). Teatro en su casa de Laguna del Sauce (Punta del Este).
- Vote Maipo kabaret... (Actor). Teatro Maipo
- Setenta años no es nada (Autor, actor). Teatro en su casa de Laguna del Sauce (Punta del Este).
- Por siempre joven (actor). Teatro en su casa de Laguna del Sauce (Punta del Este) y Montevideo.
- El diario privado de Adán y Eva, el musical (junto a China Zorrilla) Dirección: China Zorrilla.
- El show de Perciavalle (actor, autor). Teatro Movie Center, Montevideo.
- Lo mejor de Carlos (actor).
- Perciavalle está de turno (autor, actor) Vieja Farmacia Solís.
- Stand up, de verano (autor, actor) Teatro del Centro.
- Perciavalle, el musical. (actor).
- Mi vida con China (autor, actor) Teatro del Centro Dirección: Alfredo Leirós.
- Humor en café concierto (autor, actor) Dirección: Iván Solarich. Sala Teatro Movie, Montevideo Shopping.
- Hablemos a calzón quitao! (actor) junto a Cristina Morán.
- El show de la risa (autor, actor).
- Carlos y solo Carlos (actor), con Jimmy Castilhos.
- Tardes con China (actor, autor). Teatro en su casa de Laguna del Sauce (Punta del Este).
- Rey Carlos (actor).
- La Nave de Perciavalle (actor). Teatro en su casa de Laguna del Sauce (Punta del Este).

## Cine
- 1963: La cigarra no es un bicho.
- 1974: Clínica con música.
- 1974: Un viaje de locos.
- 1974: La tregua.
- 1990: Perciavalle Concert 90 - VHS de su show teatral.
- 2012: Hermanos de sangre.
- 2015: El cielo del Centauro.

## Discografía
- 1971: "Yo no...¿Y ud.?" - Junto a Antonio Gasalla - TROVA.
- 1982: "Perciavalle" - RCA.
- 1990: Perciavalle Concert 90.

“La vida es reír, incluso en los momentos difíciles.”
 Carlos Perciavalle, diciembre de 2024. 